# Volvo Bussar
Volvo Bussar AB er en svensk producent af busser og et datterselskab til den svenske industrikoncern Volvo. Selskabet blev oprettet i 1968 og er baseret i Göteborg.
Virksomhedens busmærker inkluderer Volvo samt Prevost Car og Nova Bus i Nordamerika.